# Micropsephodes
Micropsephodes, es un género de coleópteros polífagos. Es originario de  América.

## Géneros
Contiene las siguientes especies:
- Micropsephodes lundgreni Leschen & Carlton, 2000
- Micropsephodes serraticornis Champion, 1913